# Peter de Jersey

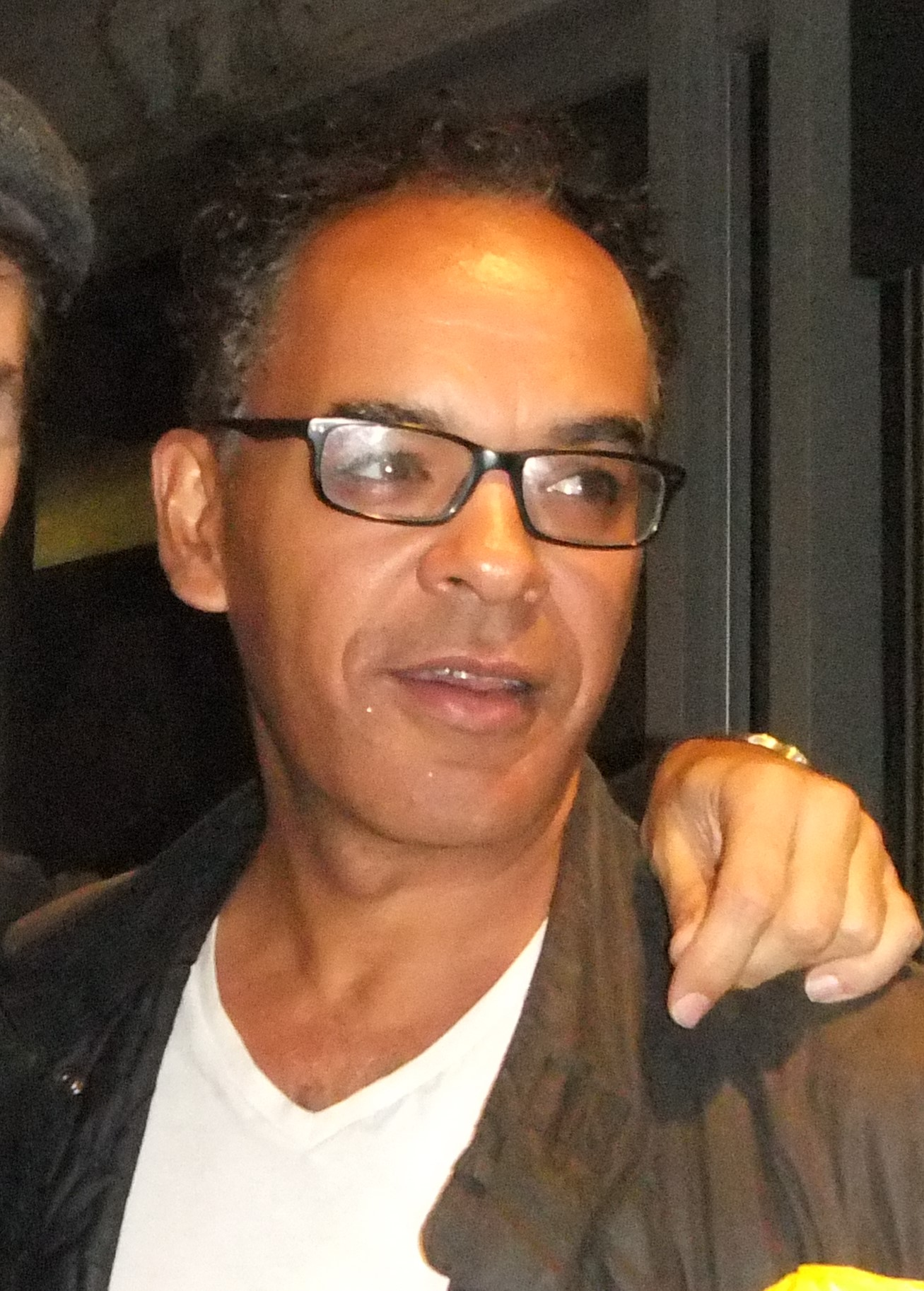
Peter de Jersey, Dreigroschenoper-Inszenierung von 2016

Peter S. M. J. de Jersey (* 1965 in London-Southwark) ist ein britischer Theater- und Filmschauspieler. Er ist insbesondere aus Shakespeare-Produktionen, darunter auch wiederholt Inszenierungen der Royal Shakespeare Company (RSC), sowie aus verschiedenen Fernsehserien bekannt.

## Karriere
In The Bill spielte er Jerome Taylor, von 2000 bis 2003 spielte er Steve Waring in Holby City bis zu dessen Serientod. Er war außerdem in Dalziel and Pascoe, Doctors und New Tricks zu sehen (Folge Father’s Pride, gemeinsam mit früherem Holby-City-Kollegen Jeremy Sheffield).
Als Ensemblemitglied der Royal Shakespeare Company trat er zwischen 1992 und 2009 in diversen Stücken auf, darunter Wie es euch gefällt (als Orlando neben Samantha Bonds Rosalind), Hamlet (als Horatio neben David Tennants Hamlet; außerdem in der RSC-Verfilmung von 2009) und Ein Sommernachtstraum (als Oberon). Mit dem Ensemble des National Theatre hatte er zuvor Helen Edmundsons Adaption von Leo Tolstois Krieg und Frieden inszeniert und in Believe In What You Will die Rolle des Antiochos (dem Großen) verkörpert. Seine Darbietung wurde von der Theaterkritik gepriesen. Im National war er außerdem in Rough Crossings zu sehen, der Caryl-Phillips-Theateradaption des gleichnamigen Romans von Simon Schama.
2008 trat er im Film The Bank Job in der Rolle des Michael X auf. In der Donmar Warehouse Produktion von Coriolanus (2013–14) übernahm er die Rolle des Generals Cominius. Im Novello Theatre (ebenfalls West End) spielte er den Cooper in Tennessee Williams’ Cat on a Hot Tin Roof neben James Earl Jones, Phylicia Rashad und Adrian Lester. Am 23. November 2013, dem 50. Jubiläum der Science-Fiction-Serie Doctor Who, hatte Peter de Jersey einen Gastauftritt im international ausgestrahlten 3D-Kinospecial Der Tag des Doktors als Time Lord Androgar.
In acht Folgen der Dramaserie Broadchurch (2013, 2015, 2017) stand de Jersey nach Hamlet (2009) erneut neben David Tennant vor der Kamera. Er spielte dort in allen drei Staffeln den Tatortermittler („SOCO“ = Scenes of Crime Officer; vgl. SpuSi) Brian Young.

## Theaterstücke (Auswahl)
| Jahr      | Theaterstück                                 | Rolle               | Bühne                                                | Anmerkungen |
| --------- | -------------------------------------------- | ------------------- | ---------------------------------------------------- | --- |
| 1992      | As You Like It                               | Orlando             | Royal Shakespeare Theatre (RSC-Theater in Stratford) | Produktionen der Royal Shakespeare Company (RSC) mit Samantha Bond, Alan Cox, Adrian Lukis, Alfred Burke, Jonathan Cake und anderen; Regie: David Thacker                          |
| 1993      | As You Like It                               | Orlando             | Barbican Theatre (RSC-Theater in London)             | Produktionen der Royal Shakespeare Company (RSC) mit Samantha Bond, Alan Cox, Adrian Lukis, Alfred Burke, Jonathan Cake und anderen; Regie: David Thacker                          |
| 1995      | The Music Man (Musical von Meredith Willson) |                     | Open Air Theatre (Regent’s Park, London)             | Produktionen der New Shakespeare Company mit Graham McTavish, Natascha McElhone, Toyah Willcox, Brian Cox, Liz Robertson und anderen; Regie: Brian Cox, John Doyle, und Ian Talbot |
| 1995      | Richard III                                  |                     | Open Air Theatre (Regent’s Park, London)             | Produktionen der New Shakespeare Company mit Graham McTavish, Natascha McElhone, Toyah Willcox, Brian Cox, Liz Robertson und anderen; Regie: Brian Cox, John Doyle, und Ian Talbot |
| 1995      | A Midsummer Night’s Dream                    | Oberon              | Open Air Theatre (Regent’s Park, London)             | Produktionen der New Shakespeare Company mit Graham McTavish, Natascha McElhone, Toyah Willcox, Brian Cox, Liz Robertson und anderen; Regie: Brian Cox, John Doyle, und Ian Talbot |
| 2008–2009 | Hamlet                                       | Horatio             | Royal Shakespeare Theatre (Stratford-upon-Avon)      | Produktion der Royal Shakespeare Company mit David Tennant, Patrick Stewart, Oliver Ford Davies, Ryan Gage und anderen; Regie: Gregory Doran; 2009 verfilmt                        |
| ?         | A Midsummer Night’s Dream                    | ?                   | ?                                                    | Produktionen der Royal Shakespeare Company |
| ?         | Hamlet                                       | ?                   | ?                                                    | Produktionen der Royal Shakespeare Company |
| ?         | Sejanus: His Fall                            | ?                   | ?                                                    | Produktionen der Royal Shakespeare Company |
| ?         | Believe What You Will                        | ?                   | ?                                                    | Produktionen der Royal Shakespeare Company |
| ?         | A New Way to Please You                      | ?                   | ?                                                    | Produktionen der Royal Shakespeare Company |
| ?         | The Last Days of Don Juan                    | ?                   | ?                                                    | Produktionen der Royal Shakespeare Company |
| ?         | King Lear                                    | ?                   | ?                                                    | Produktionen der Royal Shakespeare Company |
| ?         | Troilus and Cressida                         | ?                   | ?                                                    | Produktionen der Royal Shakespeare Company |
| ?         | Richard II                                   | ?                   | ?                                                    | Produktionen der Royal Shakespeare Company |
| ?         | As You Like It                               | ?                   | ?                                                    | Produktionen der Royal Shakespeare Company |
| ?         | The Odyssey                                  | ?                   | ?                                                    | Produktionen der Royal Shakespeare Company |
| ?         | The Merry Wives of Windsor                   | ?                   | ?                                                    | Produktionen der Royal Shakespeare Company |
| ?         | Antony and Cleopatra                         | ?                   | ?                                                    | Produktionen der Royal Shakespeare Company |
| ?         | Macbeth                                      | ?                   | ?                                                    | Produktion des Odyssey-Theaters |
| ?         | Hamlet                                       | ?                   | ?                                                    | Cheek by Jowl |
| ?         | Romeo and Juliet                             | ?                   | ?                                                    | Tournee-Ensemble (USA) |
| ?         | Macbeth                                      | ?                   | ?                                                    | Tournee-Ensemble (USA) |
| ?         | Someone to Watch Over Me                     | ?                   | ?                                                    | Theatr Clywd |
| ?         | Richard III                                  | ?                   | ?                                                    | Open Air Theatre |
| ?         | A Midsummer Night’s Dream                    | ?                   | ?                                                    | Open Air Theatre |
| ?         | The Illusion                                 | ?                   | ?                                                    | Royal Exchange |
| ?         | Wuthering Heights                            | ?                   | ?                                                    | No.-1-Tournee-Ensemble |
| ?         | Rough Crossings                              | ?                   | ?                                                    | Headlong-Theatre-Produktion |
| ?         | War and Peace                                | ?                   | National Theatre                                     | Produktionen der Royal National Theatre Company |
| ?         | The Darker Face of the Earth                 | ?                   | National Theatre                                     | Produktionen der Royal National Theatre Company |
| ?         | Troilus and Cressida                         | ?                   | National Theatre                                     | Produktionen der Royal National Theatre Company |
| ?         | The Merchant of Venice                       | ?                   | National Theatre                                     | Produktionen der Royal National Theatre Company |
| ?         | Rough Crossings                              | ?                   | National Theatre                                     | Produktionen der Royal National Theatre Company |
| ?         | Believe In What You Will                     | Antiochos der Große | National Theatre                                     | Produktionen der Royal National Theatre Company |
| ?         | Cat on a Hot Tin Roof                        | Cooper              | Novello Theatre                                      | mit James Earl Jones, Phylicia Rashad und Adrian Lester |
| ?         | Coriolanus                                   | General Cominius    | Donmar Warehouse                                     | Donmar-Warehouse-Produktion |

## Filmografie (Auswahl)
- 1990–2004: The Bill (Fernsehserie, 17 Folgen, vier verschiedene Rollen)
- 1995: The Choir (Miniserie, Teile 3 und 4)
- 2000: Urban Gothic (Fernsehserie, Folge „Cry Wolf“)
- 2000: Out of Depth
- 2000: Der Preis des Verbrechens (Trial & Retribution, Fernsehserie, Folge 4x01)
- 2000–2003: Holby City (Fernsehserie, 67 Folgen)
- 2001: Masterpiece Theatre (Fernsehreihe, Stück: The Merchant of Venice)
- 2003–2006: Doctors (Fernsehserie, Folgen „Back to Basics“ 2003 und „No Smoke“ 2006)
- 2004: Waking the Dead – Im Auftrag der Toten (Waking the Dead, Fernsehserie, Doppelfolge „False Flag“)
- 2005: Dalziel and Pascoe (Fernsehserie, Doppelfolge „Dead Meat“)
- 2006: Sugar Rush (Fernsehserie, Folgen 2x03–2x05)
- 2007: Instinct (Fernsehfilm)
- 2007: New Tricks – Die Krimispezialisten (New Tricks, Fernsehserie, Folge „Father’s Pride“)
- 2008: Bank Job
- 2009: Hamlet (RSC/BBC-Fernsehfilm)
- 2011: Without You (Miniserie, Teil 1)
- 2012: Silk – Roben aus Seide (Silk, Fernsehserie, Folge 2x04)
- 2012: Simon Shama’s Shakespeare (Miniserie, Teile „Hollow Crowns“ und „This England“)
- 2012: The Hollow Crown (Fernsehserie, Folge „Richard II“)
- 2013: Coronation Street (Fernsehserie, Folgen 8046–8048)
- 2013: Die Bibel (Doku-Miniserie, Teil „Homeland“)
- 2013: Lightfields (Miniserie, Teil 5)
- 2013: Der Tag des Doktors (The Day of the Doctor, 3D-Kino-Special zum 50. Jubiläum der Fernsehserie Doctor Who)
- 2013–2017: Broadchurch (Fernsehserie, acht Folgen)
- 2014: Secrets of the Dead (Dokuserie, Folge „The Lost Diary of Dr. Livingstone“, Erzählerstimme)
- 2014: National Theatre Live: Coriolanus
- 2014–2015: Atlantis (Fernsehserie, 10 Folgen, 2x01–2x12)
- 2015: The Smoke (Fernsehserie, Folge 1x05)
- 2015: Exposed (Fernsehfilm)
- 2015: A.D.: Rebellen und Märtyrer (A.D.: The Bible Continues, Fernsehserie, Folge „The Wrath“)
- 2015: Doctor Foster (Fernsehserie, Folgen 1x01, 1x02 und 1x04)
- 2015: Lewis – Der Oxford Krimi (Lewis, Fernsehserie, Doppelfolge 9x05–9x06 „What Lies Tangled“)
- 2015: Catastrophe (Fernsehserie, Folge 2x04)
- 2016: Agatha Raisin (Fernsehserie, Folge 1x07 „Witch of Wyckhadden“)
- 2016: National Theatre Live: The Threepenny Opera
- 2020: Death in Paradise (BBC One- und France 2-Kriminalserie)
- 2022: Sandman (Fernsehserie, 2 Folgen)

## Videospiele
- 2011: Rasuto sutôrî (Stimme des Arganan)
- 2013: Total War: Rome II (Stimme)
- 2013: Killzone: Mercenary (verschiedene zusätzliche Stimmen)
- 2014: Alien: Isolation (Stimme)
- 2015: Assassin’s Creed: Syndicate (verschiedene zusätzliche Stimmen)
- 2015: Assassin’s Creed: Syndicate – Jack the Ripper (Stimme)
- 2016: Total War: Warhammer (Stimme von Karl Franz)
- 2017: Warhammer 40,000: Dawn of War III (Stimme des Captain Balthazar und verschiedener Space Marines)